# 341 a. C.
El año 341 a. C. fue un año del calendario romano prejuliano. En el Imperio romano se conocía como el Año del Consulado de Veno y Privernas (o menos frecuentemente, año 413 Ab urbe condita). 

## Acontecimientos
- Concluye la primera guerra samnita entre Roma y los samnitas. Se llega a una paz de compromiso.

## Nacimientos
- Epícuro de Samos